# Bromelia goeldiana
Espèce
Classification phylogénétique
Bromelia goeldiana est une espèce de plantes à fleurs de la famille des Bromeliaceae qui se rencontre dans les régions tropicales au Brésil et au Venezuela.

## Distribution
L'espèce se rencontre dans le sud du Venezuela et dans l'État brésilien frontalier d'Amazonas.

## Description
L'espèce est hémicryptophyte.